# (4119) Miles
(4119) Miles ist ein Hauptgürtelasteroid, der am 16. Januar 1983 von Edward L. G. Bowell an der Anderson Mesa Station des Lowell-Observatoriums entdeckt wurde.
Der Asteroid ist benannt nach Howard G. Miles, dem ersten Leiter der Artificial Satellite Section der British Astronomical Association.